# 小日向美香
小日向 美香（こひなた みか、2000年3月14日 - ）は、日本の女性声優。千葉県南房総市（現名称）出身。アリア・エンターテインメント芸能部S所属。

## 略歴
小さいころからアニメが大好きで、登場キャラクターになりきって学校に行ったりしていた。
仲のいい友人が声優に興味を持っていたので、調べてみたら、『ラブライブ!』の出演声優さんたちが、キャラクターとしてイベントやライブのステージに立たれていることを知り「声優になれば、私の夢がかなうかもしれない」と思い、声優を目指す事になる。
高校を卒業して一度は就職したのが、「私の人生このままでいいのかな?」と思う。そんな時に株式会社S声優養成スクールPineS一期生募集の情報を知り、思い切って応募する。
2020年、PineS卒業後、株式会社S所属となる。

## 人物
趣味はダンス、メロンパン食べ比べ。特技はバスクラリネット、料理（調理師免許取得）
嫌いな食べ物は人参とパクチー、しかし人参は現場のお弁当に入っている物を残す訳にはいかないため
最近普通に食べれるようになった。
兄の影響でたまに口調が荒くなる事がある。
本人に自覚はないが相当な天然ボケキャラである。

## 出演
太字はメインキャラクター。

### テレビアニメ
- BanG Dream! シリーズ（2023年 - 2025年、長崎そよ[6][7]） - 2シリーズ[一覧 1]

### 劇場アニメ
- BanG Dream! FILM LIVE 2nd Stage（2021年、観客[8]）
- 劇場版 BanG Dream! It's MyGO!!!!!（2024年、長崎そよ） - 2部作[一覧 2]

### ゲーム
- 少女とドラゴン幻獣契約クリプトラクト（2022年 - 2023年、レテ、ミーシア[5]）
- バンドリ！ガールズバンドパーティ！（2023年 - 2025年、長崎そよ[9]）
- ブラウンダスト（2024年、ウルフィン[10]）
- クラッシュフィーバー（2024年、アナーコット）
- CosmicBreak Universal（2025年、ティタニア青龍[11]）
- PROGRESS ORDERS（2025年、オーロラ[12]）

### ドラマCD
- 鬼の陰陽師（2024年、焔の娘・次女火花[13]） - クラウドファンディング返礼品

### 配信番組
- 小日向美香のひなたぼっこ。(2024年 - 、ニコニコチャンネルプラス※)[14][15]

### ラジオ
※はインターネット配信。
- 小日向美香のラジラブ（2022年、超!A&G+※）[16]
- MyGO!!!!!の「迷子集会」（2022年、YouTube※）

### 朗読劇
- ゆめかばLABO第4回公演『#ロミオとジュリエットの落としもの』(間宮 純菜)[5][17]
- メイホリックシアター12朗読劇『リトル・ノエル』(シュウジ)[5][18]
- 『ルームシェアの恩人』【Ａチーム】（なぎさ）[19]
- 『はじまりの一歩』【Ａチーム】（渋谷泉）[20]
- キララン95〈Rapunzel🦋〉（アンゼリカ・メラース）
- メイホリックシアター17朗読劇『白きは沈黙の街で』(タイガ)[21]
- 『半分嫌いで半分好き』(グラタン)[22]
- メイホリックシアター1８朗読劇『美術室に置き去りにされた天使-再演-』(紫苑苑)[23]
- 『アイディール・セミナー/Final session』(2025年6月4日-8日、こくみん共済 coop ホール/スペース・ゼロ）-咲村加奈 役[24]

### 舞台
- 『春風外伝2021』(黒子と)[25][5]
- 『逢魔が刻に』(陽菜)[26][5]
- 『マジでトキメけ⭐少女たち!! 〜全国高校生エネルギッシュ選手権大会〜』再演(世界樹世界)[27]
- 咲女花劇2『散る君、うららと舞い上がり、』(脇沸きわ)[28]
- 『マジでときめけ⭐少女たち!! 〜ホシのミライ〜』 (11月12日日替りゲスト ファラオ)[29]
- 『ミキアカシ』(春名)[30]
- 『麗和落語〜二〇二四 夏の陣〜』[31]
- 『少年秘密倶楽部-零-』再演(スオウ)[32]
- 『少年秘密倶楽部-壱-』 (11月12日日替りゲスト 師匠)[33]
- 咲女花劇4『結ぶ手、けせらと咲き乱れ、』（脇沸きわ)[34]
- 『TOKYO　COL-CUL　COMEDY～ORANGE～』[35]
- 『振り子』[36]

### 吹き替え
- 『アンデッド・ドライバー』（子供）[5][37]
- 『ミスティック・フェイス』（観客女性2）[5][38]
- 『事故物件・身も凍る執念』（ガヤ）[5][39]

### その他コンテンツ
- ゲーム『テニス ワールドツアー2 コンプリートエディション』プロモーション動画（2021年、ナレーション[5][40][41]）
- 市町村てくてく散歩（2024年5月10日、千葉テレビ放送）

## ディスコグラフィ

### その他参加作品
| 発売日        | 商品名 | 歌         | 楽曲           | 備考                                              |
| ------------- | ------ | ---------- | -------------- | ------------------------------------------------- |
| 2025年1月26日 | -      | 小日向美香 | ひなたぼっこ。 | WEB番組『小日向美香のひなたぼっこ。』テーマソング |